# Natalie Hemby
Natalie Nicole Hemby (Bloomington, 24 marzo 1977) è una paroliera e cantautrice statunitense.

## Biografia
Natalie Hemby è nota principalmente per aver scritto canzoni per artisti come Lee Ann Womack, Eli Young Band, Toby Keith, Miranda Lambert, Sunny Sweeney, Little Big Town, Jon Pardi, Kacey Musgraves e Lady Gaga. Nel 2017 ha pubblicato il suo album di debutto Puxico, mentre nel 2021 ha firmato per la Fantasy Records.
Nel 2019 Hemby ha fondato il supergruppo The Highwomen insieme a Brandi Carlile, Amanda Shires e Maren Morris, pubblicando un album eponimo nel settembre dello stesso anno. Nell'ambito dei Grammy Award ha trionfato nel 2020 come autrice di I'll Never Love Again nella categoria Miglior canzone scritta per i media visivi e nel 2021 grazie al brano delle Highwomen Crowded Table, nella categoria Miglior canzone country.

## Discografia

### Album in studio
- 2017 – Puxico
- 2021 – Pins and Needles

### Singoli
- 2016 – Return
- 2017 – Perfect Gift
- 2021 – Heroes
- 2021 – Pins and Needles
- 2021 – Radio Silence
- 2021 – Pinwheel